# KF Ramiz Sadiku
KF Ramiz Sadiku ist ein Fußballverein mit Sitz in Pristina, Kosovo. Der Verein spielt derzeit in der zweithöchsten Liga Kosovos, der Liga e Parë. Er ist der nach KF Prishtina zweiterfolgreichste Verein der Stadt und hat den Titel der Raiffeisen Superliga einmal gewonnen. Der Präsident des Vereins ist Sami Lushtaku, Trainer ist Agron Mecinaj.